# 8187 Akiramisawa
8187 Akiramisawa este un asteroid din centura principală, descoperit pe 15 decembrie 1992, de Satoru Ōtomo.